# Plociella conspersa
Plociella conspersa là một loài bọ cánh cứng trong họ Cerambycidae.